# ناحية صلاح الدين
ناحية صلاح الدين وهي إحدى نواحي قضاء شقلاوة في محافظة أربيل في العراق تبلغ مساحته الكلية 796كم2 اما القرى التابعة لها فتبلغ 56 قرية واراضيها 25% سهول 35% تلال و 40% جبال